# Formula Aurora 1979
La stagione 1979 della Formula Aurora fu la seconda edizione del campionato britannico di Formula 1, da quest'anno denominato Formula 1 Aurora. Venne vinta nuovamente ad un pilota britannico, Rupert Keegan al volante di una Arrows A1-Ford Cosworth.

## La pre-stagione

### Calendario
Oltre che sui circuiti britannici usati l'anno precedente si corre anche a Silverstone. Tre le tappe fuori dal Regno Unito: Zandvoort, Zolder e Nogaro. Il totale delle gare sale a 15.
| Gara | Nome                           | Circuito                 | Giri | Lunghezza           | Data         |
| ---- | ------------------------------ | ------------------------ | ---- | ------------------- | ------------ |
| 1    | Belgian Cup                    | Circuito di Zolder       | 40   | 40×4,261=170,425 km | 1º aprile    |
| 2    | International Gold Cup         | Circuito di Oulton Park  | 65   | 65×2,661=172,894 km | 13 aprile    |
| 3    | Race of Champions              | Circuito di Brands Hatch | 40   | 40×4,206=168,237 km | 15 aprile    |
| 4    | Sun Trophy                     | Circuito di Mallory Park | 75   | 75×2,172=162,911 km | 7 maggio     |
| 5    | Anglia TV Trophy               | Circuito di Snetterton   | 53   | 53×3,084=163,476 km | 20 maggio    |
| 6    | Rivet Supply Trophy            | Circuito di Thruxton     | 50   | 50×3,791=189,540 km | 28 maggio    |
| 7    | International Whitsuntide Race | Circuito di Zandvoort    | 40   | 40×4,225=169,009 km | 4 giugno     |
| 8    | Donington Formula 1 Trophy     | Donington Park           | 52   | 52×3,175=165,077 km | 24 giugno    |
| 9    | Daily Express Formula 1 Trophy | Circuito di Oulton Park  | 65   | 65×2,661=172,984 km | 30 giugno    |
| 10   | Nogaro Grand Prix              | Circuito di Nogaro       | 50   | 50×3,120=155,993 km | 8 luglio     |
| 11   | ATV Trophy                     | Circuito di Mallory Park | 75   | 75×2,172=162,911 km | 29 luglio    |
| 12   | Fuji Tapes Trophy              | Circuito di Brands Hatch | 40   | 40×4,206=168,237 km | 27 agosto    |
| 13   | Radio Victory Trophy           | Circuito di Thruxton     | 50   | 50×3,791=189,540 km | 9 settembre  |
| 14   | Budweiser Trophy               | Circuito di Snetterton   | 55   | 55×3,084=169,645 km | 23 settembre |
| 15   | Bradford & Bingley Trophy      | Circuito di Silverstone  | 35   | 35×4,718=165,166 km | 7 ottobre    |

## Riassunto della stagione
Rupert Keegan, al volante di un'Arrows, brucerà per soli due punti Dave Kennedy, giunto in testa al campionato all'ultima corsa, ma costretto al ritiro nell'atto finale da un incidente di gara. Kennedy usò una Wolf WR4 e una WR6. Terzo De Villota con una Lotus 78. Da segnalare il buon comportamento, soprattutto in prova della Fittipaldi F5A, guidate dal belga De Dryver e da Guy Edwards.
Tra i piloti c'è l'asso della moto Giacomo Agostini, che conquista anche tre podi con una Williams FW06.

## Risultati e classifiche

### Gare
| Gara | Circuito       | Pole Position                | GPV                         | Vincitore                     | Vettura                          |
| ---- | -------------- | ---------------------------- | --------------------------- | ----------------------------- | -------------------------------- |
| 1    | Zolder         | Dave Kennedy                 | Desiré Wilson               | Dave Kennedy                  | Wolf-Ford Cosworth               |
| 2    | Oulton Park    | Guy Edwards                  | Dave Kennedy                | Dave Kennedy                  | Wolf-Ford Cosworth               |
| 3    | Brands Hatch   | Mario Andretti Rupert Keegan | Nelson Piquet Rupert Keegan | Gilles Villeneuve Guy Edwards | Ferrari Fittipaldi-Ford Cosworth |
| 4    | Mallory Park   | Bernard de Dryver            | Guy Edwards                 | Rupert Keegan                 | Arrows-Ford Cosworth             |
| 5    | Snetterton     | Guy Edwards                  | Rupert Keegan               | Rupert Keegan                 | Arrows-Ford Cosworth             |
| 6    | Thruxton       | Guy Edwards                  | Dave Kennedy                | Emilio de Villota             | Lotus-Ford Cosworth              |
| 7    | Zandvoort      | Guy Edwards                  | Emilio de Villota           | Emilio de Villota             | Lotus-Ford Cosworth              |
| 8    | Donington Park | Rupert Keegan                | Ricardo Zunino              | Rupert Keegan                 | Arrows-Ford Cosworth             |
| 9    | Oulton Park    | Guy Edwards                  | Emilio de Villota           | Emilio de Villota             | Lotus-Ford Cosworth              |
| 10   | Nogaro         | Ricardo Zunino               | Ricardo Zunino              | Emilio de Villota             | Lotus-Ford Cosworth              |
| 11   | Mallory Park   | Emilio de Villota            | Ricardo Zunino              | Dave Kennedy                  | Wolf-Ford Cosworth               |
| 12   | Brands Hatch   | Rupert Keegan                | Guy Edwards                 | Ricardo Zunino                | Arrows-Ford Cosworth             |
| 13   | Thruxton       | Ricardo Zunino               | Emilio de Villota           | Rupert Keegan                 | Arrows-Ford Cosworth             |
| 14   | Snetterton     | Rupert Keegan                | Rupert Keegan               | Rupert Keegan                 | Arrows-Ford Cosworth             |
| 15   | Silverstone    | Rupert Keegan                | Rupert Keegan               | Gordon Smiley                 | Surtees-Ford Cosworth            |

### Classifica Piloti
Viene modificato il sistema di punteggio al fine di renderlo più simile alla Formula 1. Al primo vanno 9 punti, 6 al secondo, 4 al terzo, 3 al quarto, 2 al quinto e 1 al sesto. All'autore della pole position vanno 2 punti, 1 a quello del giro più veloce. Non ci sono scarti.
| Sistema di punteggio | Sistema di punteggio | Sistema di punteggio | Sistema di punteggio | Sistema di punteggio | Sistema di punteggio | Sistema di punteggio | Sistema di punteggio | Sistema di punteggio |
| Posizione            | 1º                   | 2º                   | 3º                   | 4º                   | 5º                   | 6º                   | PP                   | GPV                  |
| -------------------- | -------------------- | -------------------- | -------------------- | -------------------- | -------------------- | -------------------- | -------------------- | -------------------- |
| Punti                | 9                    | 6                    | 4                    | 3                    | 2                    | 1                    | 2                    | 1                    |

| Pos | Pilota                 | BEL | INT | ROC | SUN | ANG | RST | WHI | DON | DEX | NOG | ATV | FUJ | VIC | BUD | B&B | Punti |
| --- | ---------------------- | --- | --- | --- | --- | --- | --- | --- | --- | --- | --- | --- | --- | --- | --- | --- | ----- |
| 1   | Rupert Keegan          |     | 11  | Rit | 1   | 1   | Rit | NC  | 1   | Rit |     | Rit | NP  | 1   | 1   | 2   | 65    |
| 2   | Dave Kennedy           | 1   | 1   | NP  | 3   | NC  | 2   | 2   | 10  | Rit | 3   | 1   | 3   | 3   | 3   | Rit | 63    |
| 3   | Emilio de Villota      | Rit | 7   | Rit | 4   | 3   | 1   | 1   | 2   | 1   | 1   | 6   | Rit | Rit | 8   | Rit | 55    |
| 4   | Bernard de Dryver      | 5   | Rit | 2   | Rit | 4   | NP  | 6   | 3   | 2   | 2   | Rit | 4   | 4   | 5   | 4   | 41    |
| 5   | Guy Edwards            | SQ  | 2   | 1   | 5   | Rit | Rit | 7   | 6   | Rit | Rit | 3   | 2   | Rit | Rit | 8   | 40    |
| 6   | Ricardo Zunino         |     |     |     |     |     | 5   | Rit | 4   | Rit | 7   | 2   | 1   | 2   | 2   |     | 39    |
| 7   | Desiré Wilson          | 3   | 3   | 3   | 11  | Rit | 3   | 4   | Rit | 5   | 4   | Rit | 7   | 7   | 6   | 5   | 28    |
| 8   | Giacomo Agostini       | 9   | 6   | 5   | Rit | 2   | 6   | 3   | 9   | 3   | Rit | Rit | Rit | 6   | 7   | 7   | 19    |
| 9   | Gordon Smiley          | NP  | 9   | 4   | Rit | 7   | 4   | 5   |     | 10  | NP  |     | 6   | Rit | Rit | 1   | 18    |
| 10  | Tiff Needell           | 2   | 10  | Rit | 7   |     |     | 8   |     |     | Rit | Rit |     |     |     | 6   | 7     |
| 11  | Norman Dickson         | 6   | 4   |     | 6   | 6   |     | 10  | 7   | Rit |     | NC  | Rit | 14  |     | 10  | 6     |
| =   | Derek Warwick          |     |     |     | 2   |     |     |     |     |     |     |     |     | 13  | Rit |     | 6     |
| 13  | Philip Bullman         | 4   | 5   | Rit | NA  |     |     |     |     |     |     |     |     |     |     |     | 5     |
| 14  | Kim Mather             | 7   | 8   |     |     | 10  | 8   | NC  | 8   | 6   |     | 4   |     | NP  | Rit | Rit | 4     |
| =   | Neil Bettridge         | NA  | NA  |     |     |     |     | Rit | 12  | Rit | Rit | Rit | 5   | 5   | Rit | 12  | 4     |
| =   | Geoff Lees             |     |     |     |     |     |     |     |     |     |     |     |     |     |     | 3   | 4     |
| 17  | David Leslie           |     |     |     |     |     |     |     | 14  | 4   |     | NP  | Rit |     |     |     | 3     |
| =   | David Purley           |     |     |     |     |     |     |     |     |     |     |     | Rit | 10  | 4   | 9   | 3     |
| 19  | John Cooper            | NP  | Rit |     | 10  | 5   | 7   | 9   | SQ  |     |     |     |     | 11  |     |     | 2     |
| =   | Divina Galica          | NA  | Rit |     |     |     |     |     | 5   |     |     |     |     |     |     |     | 2     |
| =   | Carlo Franchi          | NA  |     |     | Rit |     | 9   |     |     |     | Rit | 5   |     |     |     |     | 2     |
| =   | Giorgio Pianta         |     |     |     |     |     |     |     |     |     | 5   |     |     |     |     |     | 2     |
| 23  | Tony Dean              | 12  | NC  |     | 9   |     |     |     | 11  | Rit | 6   |     |     |     |     |     | 1     |
| =   | Val Musetti            | Rit | Rit | 6   | NC  | Rit |     |     | 13  | NP  |     |     | NC  |     |     |     | 1     |
| —   | Robin Smith            | 11  |     | 7   |     | NP  |     | 11  |     | 8   |     |     | 8   |     | Ret |     | 0     |
| —   | Brian Robinson         | 13  | 12  |     | 12  | 9   |     | 13  | Rit | 7   |     | NC  | 9   |     | 9   | 11  | 0     |
| —   | Richard Jones          |     | Rit |     |     |     |     |     | Rit |     |     | 7   |     |     |     | 13  | 0     |
| —   | Hervé Regout           | NA  |     |     | 8   | NP  | Rit | 12  | Rit | 11  |     | NC  | Rit | Rit | Rit | Rit | 0     |
| —   | Germaine Garon         |     | Rit |     |     |     |     | 14  |     |     | 8   |     |     |     |     |     | 0     |
| —   | Klaus Walz             | 8   | NC  |     | NA  | NA  | NA  |     |     |     |     |     |     |     |     |     | 0     |
| —   | Adrian Russell         |     |     |     | NQ  | 8   | Rit | Rit | Rit |     | Rit |     |     |     |     |     | 0     |
| —   | Guido Pardini          |     |     |     |     |     |     |     |     |     |     |     |     | 8   |     |     | 0     |
| —   | Warren Booth           |     | 13  |     | 13  |     | 10  |     | 15  | 9   |     |     |     |     |     |     | 0     |
| —   | Dennis Leech           |     |     |     |     |     |     |     |     |     |     |     |     | 9   |     |     | 0     |
| —   | Gerd Biechteler        | 10  | NP  | NQ  | NA  | NA  | NA  |     |     |     |     |     |     |     |     |     | 0     |
| —   | Mike Wilds             |     |     |     |     |     |     |     |     |     |     |     |     | 12  |     |     | 0     |
| —   | Lella Lombardi         |     |     |     | 14  |     |     |     |     |     |     |     |     |     |     |     | 0     |
| —   | Kenneth Brill          |     | NQ  |     | NQ  | NA  | NC  | Rit | NP  |     |     |     |     |     |     |     | 0     |
| —   | Patrick Nève           | NA  |     |     |     | Rit | NC  |     |     |     |     |     |     |     |     |     | 0     |
| —   | Pascal Witmeur         | Rit |     |     |     |     |     |     |     |     |     |     |     |     |     |     | 0     |
| —   | Claude Bourgoignie     | Rit |     |     |     |     |     |     |     |     |     |     |     |     |     |     | 0     |
| —   | Gianfranco Brancatelli | Rit |     | NA  |     | Rit |     |     |     |     |     |     |     |     |     |     | 0     |
| —   | Ray Mallock            |     |     |     |     | Rit |     |     |     |     |     |     |     |     |     |     | 0     |
| —   | Alain Couderc          |     |     |     |     |     |     |     |     |     | Rit |     |     |     |     |     | 0     |
| —   | Jean-Pierre Jaussaud   |     |     |     |     |     |     |     |     |     | Rit |     |     |     |     |     | 0     |
| —   | Marco Micangeli        |     |     |     |     |     |     |     |     |     |     |     | Rit |     | Rit |     | 0     |
| —   | Iain McLaren           |     | NP  |     | NQ  |     |     |     | NP  |     |     |     |     |     |     |     | 0     |
| Pos | Pilota                 | BEL | INT | ROC | SUN | ANG | RST | WHI | DON | DEX | NOG | ATV | FUJ | VIC | BUD | B&B | Punti |

| Colore  | Risultati                                                         |
| ------- | ----------------------------------------------------------------- |
| Oro     | Vincitore                                                         |
| Argento | 2º posto                                                          |
| Bronzo  | 3º posto                                                          |
| Verde   | Finita, a punti                                                   |
| Blu     | Finita, senza punti Finita, non classificato (NC)                 |
| Viola   | Non finita (Rit)                                                  |
| Rosso   | Non qualificato (NQ) Non pre-qualificato (NPQ)                    |
| Nero    | Squalificato (SQ)                                                 |
| Bianco  | Non partito (NP)                                                  |
| Celeste | Disputa solo le prove (SP)                                        |
| Celeste | Iscritto alle prove libere - Terzo pilota (TP) - dal 2003 al 2006 |
| Vuoto   | Non prende parte alle prove (NPR)                                 |
| Vuoto   | Iscritto ma non presente, non arrivato (NA)                       |
| Vuoto   | Ritirato prima dell'evento (WD)                                   |
| Vuoto   | Infortunato (INF)                                                 |
| Vuoto   | Escluso (ES)                                                      |
| Vuoto   | Gara cancellata (C)                                               |